# Máy bay dân dụng

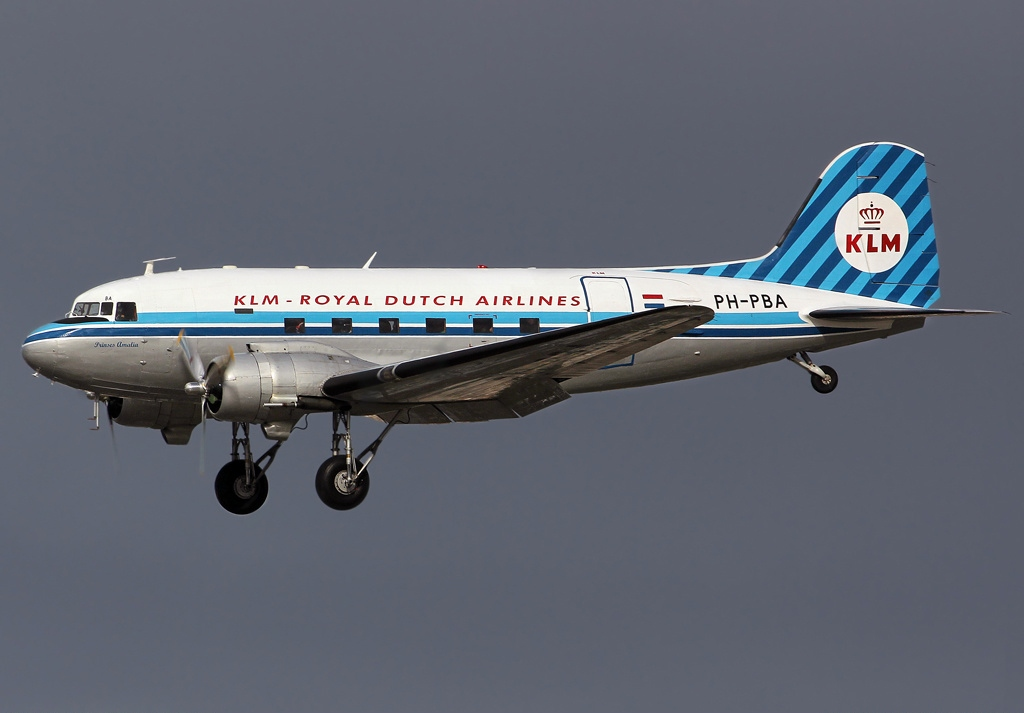
Douglas DC-3- Một chiếc máy bay dân dụng đã tạo ra cuộc cách mạng ngành hàng không và nó vẫn còn hoạt động hiện nay.

Chuyến bay Boeing 737 đầu tiên năm 1968, loại máy bay với số lượng sản xuất nhiều nhất trong lịch sử

Một máy bay dân dụng, máy bay chở khách là một loại máy bay vận chuyển hành khách và hàng hóa. Loại máy bay này thường được các hãng hàng không điều hành. 
Máy bay dân dụng khác máy bay quân sự là nó không phục vụ cho mục đích chiến tranh mà được sử dụng vào mục đích thương mại.

## Lịch sử

### Trước chiến tranh

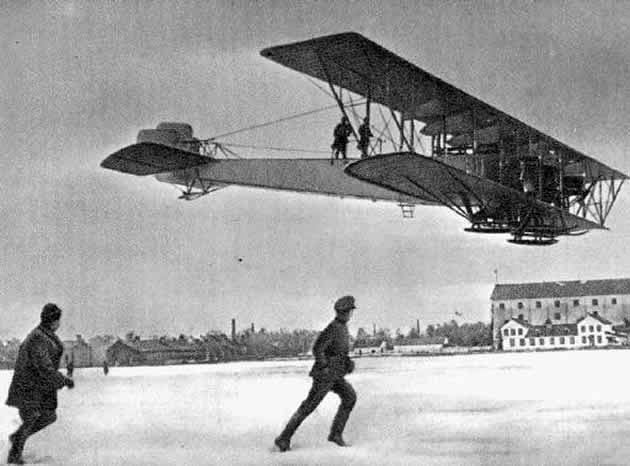
Chiếc Ilya Muromets trong khi sử dụng như một máy bay ném bom của Nga

Khi hai anh em nhà Wright chế tạo ra máy bay lần đầu tiên họ đã đặt nền móng cho ngành hàng không dân dụng sau này. Những máy bay này thay đổi xã hội, kinh tế, và chính trị thế giới trong một cách mà chưa bao giờ được thực hiện trước đây. Chuyến bay của họ trong năm 1903 chỉ 11 năm trước khi những gì thường được xác định là chiếc máy bay chở khách đầu tiên trên thế giới. Đó là chiếc Sikorsky Ilya Muromets của Nga, một chiếc máy bay xa xỉ có buồn riêng cho khách, lò sưởi, đèn điện, giường ngủ, nhà xí. Chiếc Ilya Muromets bay lần đầu tiên vào ngày 10 tháng 12 năm 1913. Vào ngày 25 tháng 2 năm 1914, nó cất cánh với 16 hành khách. Từ 21 – 23 tháng 6, nó bay từ Saint Petersburg tới Kiev và trở về chỉ mất 14 giờ 38 phút mà chỉ đáp xuống một lần. Tuy nhiên vì chiến tranh thế giới thứ nhất bắt đầu, nó không bao giờ được dùng làm máy bay thương mại.
Năm 1915 máy bay đầu tiên được sử dụng với mục đích thương mại được sử dụng bởi Elliot. Máy bay đã là một Curtiss GA 4, một cánh hai tầng được sử dụng chủ yếu là trong Chiến tranh thế giới thứ I như một máy bay huấn luyện. Sau đó, nó được dùng như một chuyến bay du ngoạn và để phổ biến máy bay trong những năm 1920.

## Các loại

### Máy bay thân rộng

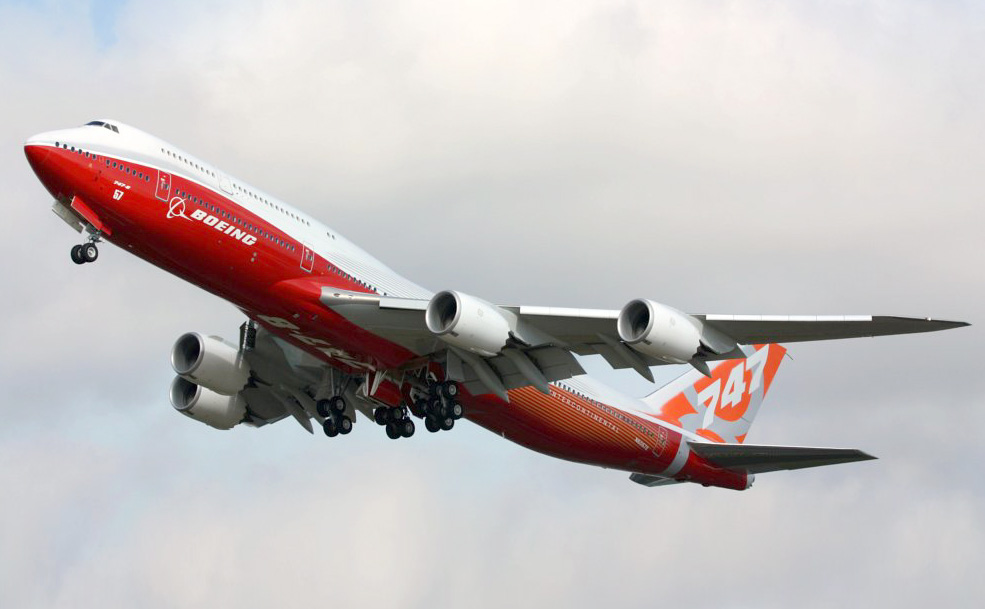
Boeing 747-8I máy bay thân rộng, chuyến bay đầu tiên trong năm 2011

Máy bay dân dụng lớn nhất là máy bay phản lực thân rộng, một trong số chúng là Boeing 747, Boeing 767, Boeing 777, Boeing 787, Airbus A300/A310, Airbus A330, Airbus A340, Airbus A350, Airbus A380,... Những chiếc máy bay này thường được sử dụng cho các chuyến bay đường dài giữa hãng hàng không trung tâm thành phố lớn với rất nhiều hành khách.

### Máy bay thân hẹp

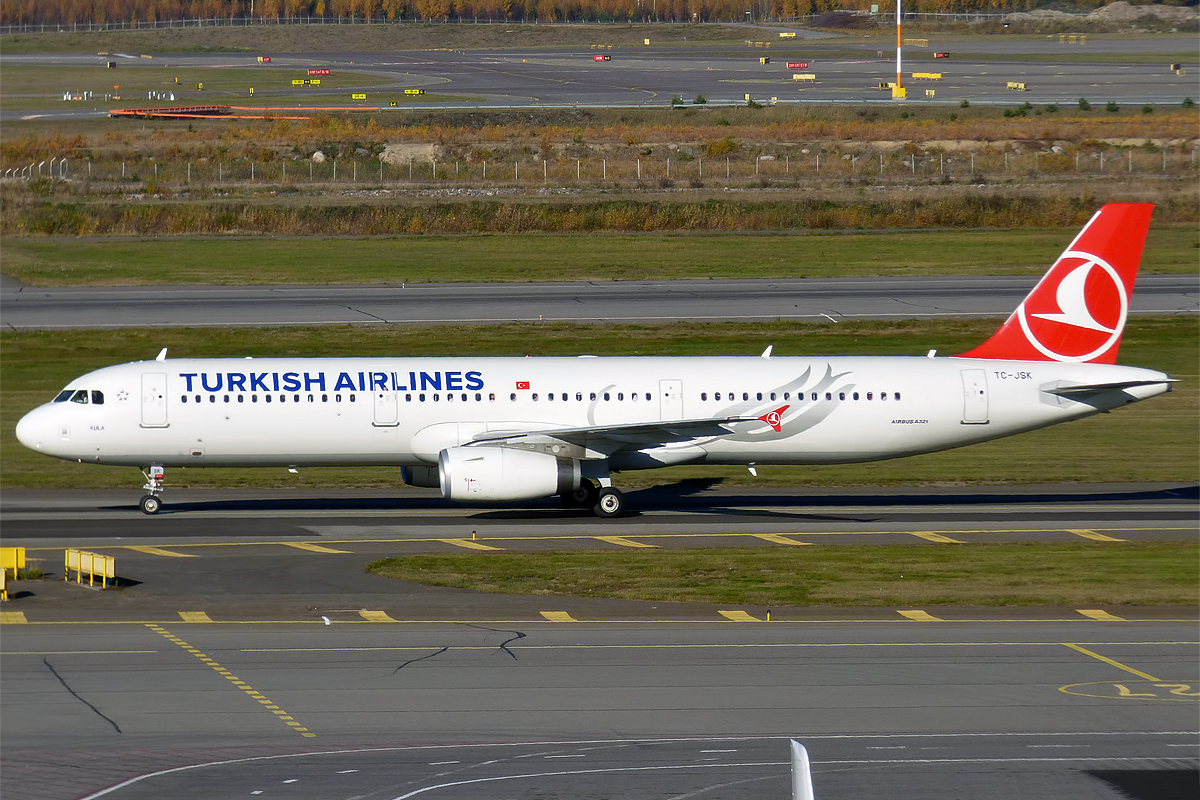
Airbus A321, một máy bay thân hẹp

Một loại máy bay nhỏ hơn là máy bay thân hẹp, thân chúng thường ốm và thuôn dài hơn, sức chứa hành khách ít hơn so với máy bay thân rộng. Chúng thường được trang bị hai đông cơ hai bên cánh.
Ví dụ như chiếc Boeing 717, DC-9 và MD-80, A320, Tu-204, Tu-214, Embraer E-Jets 190 và 195 và Tu-334,...

### Máy bay tuyến gần
Máy bay tuyến gần thường có chỗ ngồi ít hơn 100 hành khách và có thể được sứ dụng bở động cơ tuabin quạt hoặc động cơ tuốc bin cánh quạt. Những máy bay này bay các tuyến bay chính với khoảng cách ngắn, đối với các máy bay lớn hơn hoạt động cho Hãng hàng không quốc gia và được sử dụng để giao thông tuyến gần giữa các thành phố lân cận hay bay ra một hòn đảo ven biển. Những đường băng mà máy bay này thực sự cần để cất và hạ cánh là rất ngắn, hầu hết tất cả các sân bay dù nhỏ nhất cũng có thể cho loại máy bay này bay. Do đó nó cũng là một loại máy bay rất phổ biến khi các hành khách không cần đi máy bay lớn, sang trọng mà chỉ cần đi nhanh đến các địa điểm gần hơn mà họ muốn đi.
Máy bay này thường được sử dung trong các hãng hàng không nhỏ hoặc tư nhân. Các dịch vụ trên chuyến bay cũng bị hạn chế như hành khách thường không được ăn uống trên chuyến bay và buộc phải mang hành lý có hạn,...
Máy bay điển hình trong thể loại này bao gồm các Bombardier CRJ 700 và Embraer ERJ, ATR 42 / 72 và Saab 340 / 2000 tất cả chúng đều là máy bay phản lực cánh quạt.

## Nhà sản xuất hiện tại

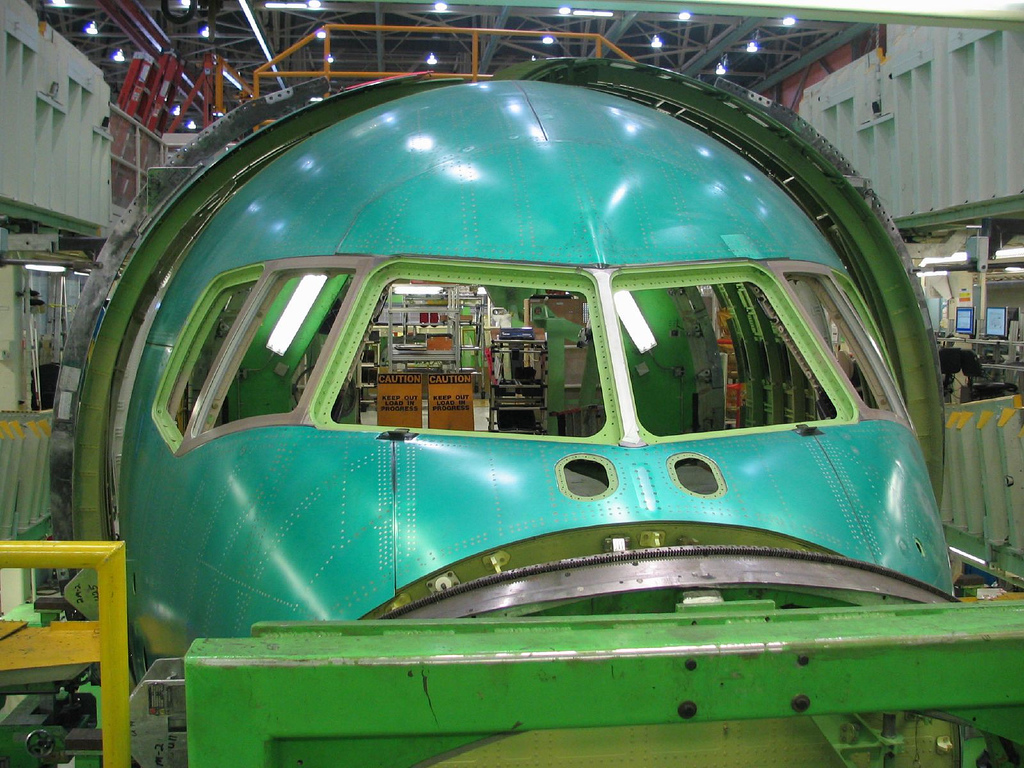
Đầu của một chiếc Boeing 757

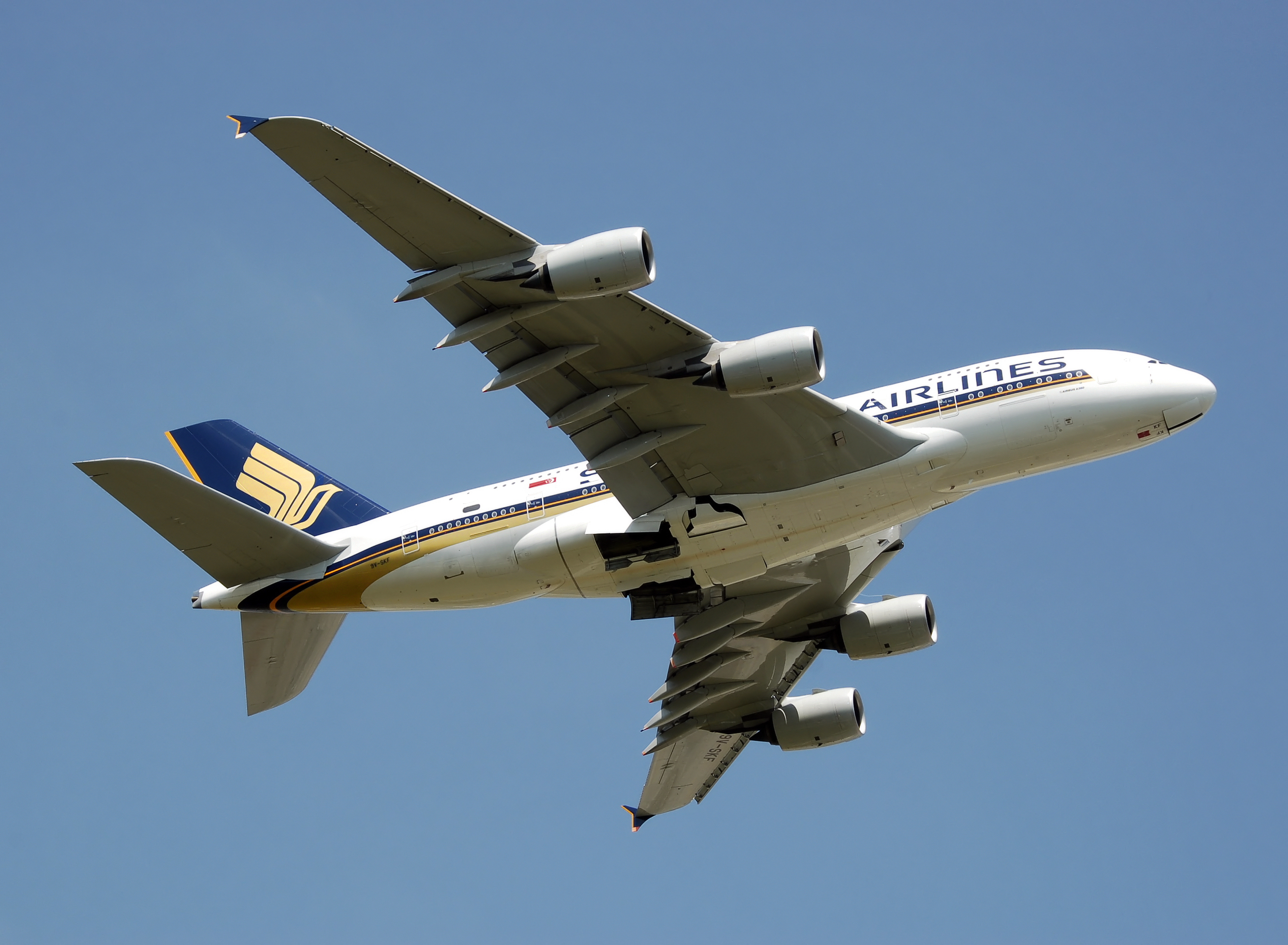
Máy bay A380 "superjumbo" của Hãng hàng không Singapore cất cánh

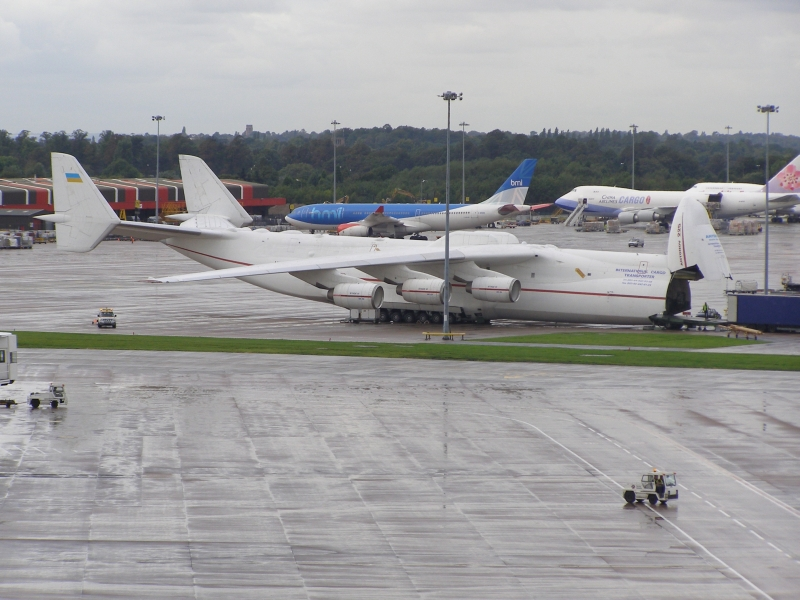
An-225 Mriya "Mriya"

Các nhà sản xuất máy bay hiện đang trong sản xuất bao gồm:
| Quốc gia                       | Công ty                                                                       |
| ------------------------------ | ----------------------------------------------------------------------------- |
| Brazil                         | Embraer                                                                       |
| Canada                         | Bombardier                                                                    |
| Trung Quốc                     | Comac                                                                         |
| Trung Quốc                     | Xi'an                                                                         |
| Cộng hòa Séc                   | Let Kunovice                                                                  |
| Pháp · Đức · Tây Ban Nha · Anh | Airbus                                                                        |
| Pháp · Ý                       | ATR                                                                           |
| Nhật Bản                       | Mitsubishi Aircraft Corporation                                               |
| Nga                            | United Aircraft Corporation Tupolev, Yakovlev, Sukhoi, Ilyushin, vài cái khác |
| Ukraine                        | Antonov                                                                       |
| Hoa Kỳ                         | Boeing                                                                        |